# Pleurobema riddellii
Pleurobema riddellii är en musselart som först beskrevs av I. Lea 1861.  Pleurobema riddellii ingår i släktet Pleurobema och familjen målarmusslor. IUCN kategoriserar arten globalt som nära hotad. Inga underarter finns listade i Catalogue of Life.